# Palpimanus crudeni
Palpimanus crudeni là một loài nhện trong họ Palpimanidae. Loài này được phát hiện ở Mozambique.